# Jim McMullan
Ne doit pas être confondu avec Jimmy McMullan.
James Patrick McMullan dit Jim McMullan est un acteur américain né le 13 octobre 1936 à Long Beach, Long Island (États-Unis) et mort le 31 mai 2019 à Wofford Heights en Californie, de la maladie de Charcot.

## Filmographie

### Cinéma
- 1963 : Les Téméraires (en) (The Raiders) de Herschel Daugherty  : William F. 'Buffalo Bill' Cody
- 1965 : Les Prairies de l'honneur (Shenandoah) : John Anderson
- 1967 : Le Plus Heureux des milliardaires (The Happiest Millionaire) : Lt. Powell
- 1969 : La Descente infernale (Downhill Racer) : Johnny Creech
- 1971 : The Windsplitter : Bobby Joe
- 1973 : Extreme Close-Up : John Norman
- 1981 : La Femme qui rétrécit (The Incredible Shrinking Woman) : Lyle Parks
- 1987 : Life Flight : C. J. Reynolds
- 1987 : Protection rapprochée (Assassination) : The Zipper
- 1994 : Consentement judiciaire (Judicial Consent) : Trenton Clarkson
- 1997 : Haute Tension (en) (Strategic Command) : The President
- 1997 : Austin Powers (Austin Powers: International Man of Mystery) : American UN Representative
- 1997 : Batman et Robin : Party Guest
- 1998 : The Eighteenth Angel : Priest
- 1998 : La Dernière Preuve (Shadow of Doubt) : Moderator Pundit
- 2000 : The Extreme Adventures of Super Dave (vidéo) : Surgeon

### Télévision
- 1961 : Ben Casey (série télévisée) : Dr. Terry McDaniel (1965-1966)
- 1969 : The Desperate Mission (TV) : Arkansaw
- 1972 : Pursuit (en) (TV) : Lewis
- 1974 : S.O.S. hélico (« Chopper One ») (série télévisée) : Officer Don Burdick
- 1975 : Stowaway to the Moon (en) (TV) : Astronaut Ben Pelham
- 1976 : Law of the Land (TV) : Lieutenant Dwayne Hollinger
- 1976 : Francis Gary Powers: The True Story of the U-2 Spy Incident (TV) : Robert F. Kennedy
- 1978 : Colorado (« Centennial ») (feuilleton TV) : Prosecutor
- 1979 : She's Dressed to Kill (TV) : Michael Barton
- 1980 : Beyond Westworld (série télévisée) : John Moore
- 1981 : Scruples (TV) : Greg Dunne
- 1973 : Les Feux de l'amour (« The Young and the Restless ») (série télévisée) : Brent Davis #1 (1984)
- 1978 : Dallas (« Dallas ») (série télévisée) : Sen. Andrew Dowling (1986-1987)
- 1988 : Le Détournement du vol 847 (The Taking of Flight 847: The Uli Derickson Story) (TV) : Russell
- 1991 : MacGyver (saison 6, épisode 13 "Terre stérile") : Andrew Barlett
- 1991 : False Arrest (TV) : Dr. Ed Dow
- 1995 : Virus (en) (TV) : Reporter #1